# Kanton L'Aigle-Ouest
L'Aigle-Ouest is een voormalig kanton van het Franse departement Orne. Het kanton maakte deel uit van het arrondissement Mortagne-au-Perche. Het werd opgeheven bij decreet van 25 februari 2014, met uitwerking op 22 maart 2015. De gemeenten werden opgenomen in het nieuwe kanton Rai, met uitzondering van L'Aigle dat deel werd van het nieuwe kanton L'Aigle.

## Gemeenten
Het kanton L'Aigle-Ouest omvatte de volgende gemeenten:
- L'Aigle (deels, hoofdplaats)
- Aube
- Beaufai
- Écorcei
- Rai
- Saint-Symphorien-des-Bruyères